# علي الهادي
علي بن محمد الهادي عاشر أئمة الشيعة الاثنا عشرية، والثاني عشر من المعصومين الأربعة عشر. ويكنى بأبي الحسن، والتي قد يعبر عنها في الأحاديث المروية عنه بأبي الحسن الثالث أو أبي الحسن الأخير، وذلك للفرق بينه وبين أبي جده أبي الحسن الأول موسى الكاظم وجده أبي الحسن الثاني علي الرضا.

## نسبه
- هو: أبو الحسن  علي بن محمد بن علي بن موسى بن جعفر بن محمد بن علي بن الحسين بن علي بن أبي طالب بن عبد المطلب بن هاشم بن عبد مناف بن قصي بن كلاب بن مرة بن كعب بن لؤي بن غالب بن فهر بن مالك بن النضر جد قريش بن كنانة بن خزيمة بن مدركة بن إلياس بن مضر بن نزار بن معد بن عدنان.

• أمه أم ولد واسمها سمانة، ويقال لها سمانة المغربية، ولها أسماء أخرى كسوسن وجمانة، وتكنّى بأُم الفضل. و يروي أبو جعفر الطبري الإمامي وغيره بالإسناد عن محمد بن الفرج بن إبراهيم بن عبد الله بن جعفر، قال: دعاني أبو جعفر محمد بن علي بن موسى، فأعلمني أن قافلة قد قدمت وفيها نخّاس معه جَوارٍ، ودفع إلي سبعين ديناراً، وأمرني بابتياع جارية وصفها لي، فمضيت وعملت بما أمرني به، فكانت تلك الجاريةُ أم أبي الحسن.
• زوجته حديثة. كنيتها اُمّ الحسن، وأُم أبي محمّد، وتعرف بالجدّة، أي جدّة محمد بن الحسن المهدي.
• أولاده
1. الحسن العسكري وهو الإمام من بعد والده علي الهادي عند الشيعة الاثنا عشرية.
2. علي.
3. الحسين.
4. محمد، ويلقب بسبع الدجيل، و هو الابن الأكبر للهادي، والذي كان قد توفي في حياة والده.
5. جعفر.
6. عائشة.[2]

## ولادته
ولد في صريا، قرية في نواحي المدينة المنورة، في منتصف ذي الحجة سنة 212. وقد اختلف المحدثون في تاريخ ولادته: فقيل: وُلد في شهر رجب، ويؤيد هذا القول، الدعاء المروي عن محمد بن الحسن المهدي الإمام الثاني عشر (اللهم إني أسألك بالمولودين في رجب: محمد بن علي الثاني وابنه علي بن محمد المنتجب..).
وذكر عياش إن ولادته كانت في الثاني من شهر رجب، أو الخامس منه، وقيل: (في الليلة الثالثة عشرة منه، سنة 214هـ، وقيل: 212هـ.
وقيل: كانت ولادته في النصف من ذي الحجة، أو السابع والعشرين منه.

## إمامته
انتقل أمر الإمامة إلى الهادي بعد والده الجواد، وهو في المدينة آنذاك. وكان له يومئذٍ من العمر ثمان سنوات. ومدّة إمامته نحو أربع وثلاثين سنة.

## سيرته
• نقش خاتمه اللهُ رَبِّي وَ هُوَ عِصْمَتِي مِنْ خَلْقِهِ.
• شعراؤه العوفي، الديلمي، محمد بن إسماعيل الصيمري، أبو تمام الطائي، أبو الغوث أسلم بن مهوز المنبجي، أبو هاشم الجعفري، الحماني.
• ملوك عصره المعتصم، الواثق، المتوكل، المنتصر، أحمد المستعين بالله، محمد المعتز بالله.
بقي الهادي في المدينة بقية خلافة المعتصم العباسي وأيام خلافة الواثق العباسي، حيث مضى على إمامته 12 عاماً، فلما تولى المتوكل الخلافة، خشي منه القيام ضده فاستقدمه إلى العراق، ليكون قريباً منه يراقبه ويسهل الضغط عليه.
ويبدو أنه لم يستقدمه إلا بعد أن توالت عليه الرسائل من الحجاز تخبره بأن الناس في الحرمين يميلون إليه، وكانت زوجة المتوكل التي يبدو أنه أرسلها لاستخبار الأمر ممن بعثوا الرسائل.
ويبدو من طريقة استقدام علي الهادي أن المتوكل كان شديد الحذر في الأمر، حيث بعث بسرية كاملة من سامراء إلى المدينة لتحقيق هذا الأمر.
وقد كتب المتوكل إلى علي الهادي رسالة جاء فيها:
«فقد رأى أمير المؤمنين صرف عبد الله بن محمد عما كان يتولى من الحرب والصلاة بمدينة الرسول إذ كان على ما ذكرت من جهالته بحقك، واستخفافه بقدرك، وعندما قرنك به ونسبك إليه من الأمر الذي قد علم أمير المؤمنين براءتك منه وصدق نيتك وبرّك وقولك وأنك لم تؤهل نفسك لما قرفت بطلبه وقد ولى أمير المؤمنين ما كان يلي من ذلك محمد بن الفضل وأمره بإكرامك وتبجيلك والانتهاء إلى أمرك ورأيك، والتقرب إلى الله وإلى أمير المؤمنين بذلك. وأمير المؤمنين مشتاق إليك يحب إحداث العهد بك والنظر إلى وجهك».
وعندما نزل الهادي مدينة سامراء أسكنه المتوكل في خان الصعاليك لمدة ثلاثة أيام، قبل أن يدخل عليه. والمتوكل العباسي المعروف بشدَّة بطشه وبغضه لأهل البيت الفاطميين، أراد أن يبقى علي الهادي قريباً منه حتى يسهل عليه القضاء عليه أنى شاء. إلا أنه أخذ ينفذ إلى عمق سلطته، ويمد نفوذه إلى المقربين من أنصار المتوكل.
ولعل القصة التالية تعكس جانباً من تأثيره في بلاط العباسيين:
(مرض المتوكل من خراج خرج به، فأشرف منه على التلف، فلم يجسر أحد أن يمسه بحديدة، فنذرت أمه إن عوفي أن يحمل إلى أبي الحسن علي بن محمد مالاً جليلاً من مالها).
وقال له الفتح بن خاقان: لو بعثت إلى هذا الرجل يعني أبا الحسن فسألته فإنه ربما كان عنده صفة شيء يفرج الله به عنك، قال: ابعثوا إليه فمضى الرسول ورجع، فقال: خذوا كسب الغنم فديفوه بماء ورد، وضعوه على الخراج فإنه نافع بإذن الله. فجعل من بحضرة المتوكل يهزأ من قوله، فقال لهم الفتح: وما يضر من تجربة ما قال فوالله إني لأرجو الصلاح به، فأحضر الكسب، وديف بماء الورد ووضع على الخراج، فانفتح وخرج ما كان فيه، وبشرت أم المتوكل بعافيته فحملت إلى أبي الحسن عشرة آلاف دينار تحت ختمها فاستقل المتوكل في علته.

## وفاته
قتل علي الهادي مسموماً على يد الخليفة العباسي محمد المعتز بالله وفارق الحياة يوم الإثنين الثالث من رجب سنة 254 هـ ودفن في داره بسر من رأى (سامراء) عن عمر يناهز 42 سنة.
وذكر اليعقوبي: أنه اجتمع الناس في دار الهادي وخارجها، وعندما لم تتسع الدار لإقامة الصلاة على جثمانه، تقرر أن يخرجوا بالجثمان إلى الشارع المعروف بشارع أبي أحمد وهو من أطول شوارع سامراء وأعرضها، حتى يسع المكان لأداء الصلاة. وكان أبو أحمد بن هارون الرشيد، المبعوث من قبل المعتز العباسي للصلاة على جثمانه لما رأى اجتماع الناس وضجتهم أمرَ بردِّ النعش إلى الدار حتى يدفن هناك.

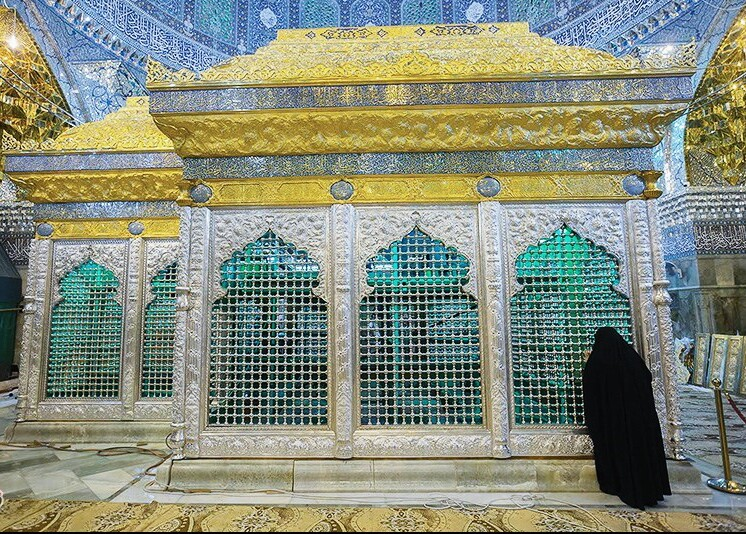
الضريح الذي يضم قبر الهادي مع قبور ولده العسكري وابنته حكيمة وزوجة ابنه نرجس

## مختارات من أقواله
- (الدّنيا سوق ربح فيها قوم وخسر آخرون).[4]
- (من رضي عن نفسه كثر السّاخطون عليه).[5]
- (الهَزْلُ فكاهة السّفهاء وصناعة الجهال).[6]
- (من جمع لك ودّه ورأيه فاجمع له طاعتك).[7]
- ( النّاس في الدّنيا بالأموال، وفي الآخرة بالأعمال ).[8]
- ( المصيبة للصابر واحدة، وللجازع اثنتان ).[9]

## مناظراته
سأل ابن السكيت الهادي بأمر من المتوكل قائلاً: لِمَ بعث الله موسى بالعصا؟ وبعث عيسى بإبراء الأكمه والأبرص وإحياء الموتى؟ وبعث محمداً بالقرآن والسيف؟ فأجابه الهادي بقوله:
(إن الله تعالى بعث موسى بالعصا واليد البيضاء التي تظهر من غير سوء في زمنٍ الغالب على أهلهِ السحر، فكان دور السحرة وشعوذتهم قد أخذ مساحة واسعة من عقول الناس وتفكيرهم، وأدّى إلى انحرافهم عن طريق الله ـ طريق الحقِّ والهُدى ـ فأتاهم موسى بما يدحض إدعاءاتهم وكانت عصاهُ [التي تلقف مايأفكون] وأثبت بالحُجّة ما يدحض ادعاءاتهم وأكاذيبهم).
وأمّا مُهمة عيسى بن مريم فتختلف عن مهمة موسى لأن زمان عيسى كان الغالب على أهله تقدّم الطب. فجاء النبي بمهمّات إعجازيّة قهرت أُولئِكَ وأثبتت عجزهم عمّا أتى به عيسى، إذ أنهم كانوا يشفون الناس من العلل والأمراض ولكنهم عجزوا عن مداواة الأكمه والأبرص، فتحدّاهم عيسى وكان يمسُّ الأبرص والأكمه بيده فيبرأ بإذن الله.
وكذلك جاء بمهمة عجز عنها الجميع وهي: إحياء الموتى بإذن الله فكان عيسى يحييهم بأمر الله حين دُعائه لهم فيشفون، مما جعله المنُتصر والمُتغلِّب عليهم في مجال التحدّي والمناظرة.
وأمّا بعثة النبي محمد، فكان السائد في قومه الشعر والفصاحة والسيف للاعتزاز بالنفس والقبيلة والافتخار بمكارمها وعاداتها. فجاء الرسول بالمعجزة الكبرى، وفنّد ادّعاءاتهم وحججهم الواهية بآيات الرسالة المُحكمة، وبلاغة الرسول ودوره العظيم بالإبلاغ والتوجيه.
وسلكت قريش مختلف الوسائل والسُبل لإيقاف عجلة الرسالة ولكنهم لم يُفلِحُوا حينما تحدّاهم القرآن بأن يأتوا ببعض سُوَرِهِ أو بسورةٍ واحدة، وإن كان بعضهم لبعض ظهيراً. مما جعلهم يتخبّطون في وسائل البطش والأذى ولكن دون جدوى، قال تعالى: [واللَّهُ مُتِمُّ نُورِهِ وَلَوْ كَرِهَ الْكَافِرُونَ].